# 中国四大名楼
中国四大名楼是指建于中国古代的四座著名建筑，分别为：
- 位于湖北武汉的黄鹤楼；
- 位于湖南岳阳的岳阳楼；
- 位于江西南昌的滕王阁；
- 位于山东蓬莱的蓬莱阁[2]，或位于山西永济的鹳雀楼[3]，或位于四川绵阳的越王楼[4]；

其中黄鹤楼、岳阳楼和滕王阁又被称为江南三大名楼。